# Троє з однієї вулиці
«Троє з однієї вулиці» (рос. «Трое с одной улицы») — радянський кінофільм 1936 року. Перший фільм (поряд з «Ай-Гуль»), знятий на кіностудії «Союздитфільм».

## Сюжет
1916 рік, робоча слобідка провінційного міста. Сирота Спирька і сини бідняків — Ваня і Йоська, допомагають робітнику-більшовику Марку поширювати революційні листівки.

## У ролях
- Міша Андрєєв —  Спирька
- Фіма Готкевич —  Йоська
- Віктор Іванченко —  Ванька
- Іван Коваль-Самборський —  Марк, складач
- Євген Коханенко —  власник друкарні
- Іван Кавеберг —  батько Йоськи, бляхар
- Клавдія Половикова —  прачка, мати Ваньки
- Володимир Лісовський —  вчитель в гімназії
- Лука Ляшенко —  вантажник Антон
- Софія Смирнова —  Марія Павлівна
- Микола Гладков —  машиніст

## Знімальна група
- Режисер — Микола Шпиковський
- Сценарист — Микола Шпиковський
- Оператори — Володимир Окулич, Олексій Панкратьєв
- Композитор — Климентій Корчмарьов
- Художники — Йосип Шпінель, Самуїл Адліванкін